# Uroteuthis arabica
Uroteuthis arabica är en bläckfiskart som först beskrevs av Ehrenberg 1831.  Uroteuthis arabica ingår i släktet Uroteuthis och familjen kalmarer. Inga underarter finns listade i Catalogue of Life.